# Blokkade (vakbondsactie)
Een blokkade is een type vakbondsactie waarbij de poorten van bedrijven of fabrieken worden geblokkeerd door een vakbondsdelegatie. 
Dit type actie wordt gekenmerkt door het feit dat de werkgever een leveringsprobleem ondervindt, maar de activiteiten (na beëindiging van de blokkade) snel hervat kunnen worden. 
In tegenstelling tot een staking, blijven de werknemers immers aan het werk en leiden deze dus geen inkomensverlies. Typerende voorbeelden zijn de vakbondsacties bij bierbrouwer InBev en Opel Antwerpen.